# Crepidotaceae
Crepidotaceae is een botanische naam van een familie van schimmels. Het typegeslacht is Crepidotus.

## Geslachten
Volgens Index Fungorum telt de familie in totaal vier geslachten (peildatum augustus 2022):
- Crepidotus
- Episphaeria
- Pleuroflammula
- Simocybe